# 춘산중학교
춘산중학교(春山中學校)는 경상북도 의성군 춘산면에 있었던 공립 중학교이다.

## 연혁
- 1951년 11월 29일: 춘산중학교 설립 인가
- 1952년 1월 8일: 춘산중학교 개교
- 2013년 3월 1일: 폐교 및 가음중학교 통폐합[1]